# Universidad Nacional de Investigación – Escuela Superior de Economía
La Universidad Nacional de Investigación "Escuela Superior de Economía", o simplemente Escuela Superior de Economía (en ruso: Национальный Исследовательский Университет «Высшая Школа Экономики», abreviado como НИУ-ВШЭ, NRU-HSE) es una de las principales universidades de la Federación Rusa. Además de su campus principal en Moscú, la universidad tiene tres campus regionales en Nizhni Nóvgorod, San Petersburgo y Perm. La universidad también dispone de su propia casa editorial, con sede en Moscú: The Higher School of Economics Publishing House.

## Historia
La universidad fue fundada el 27 de noviembre de 1992 por Yevgeny Jasin, Yaroslav Kuzminov, Revold Entov, Oleg Ananin y Rustem Nureev, famosos economistas rusos que presionaron por la reforma del mercado interno durante la presidencia de Boris Yeltsin. El instituto fue establecido con el objetivo de apoyar los nuevos planes gubernamentales reformistas en Rusia (y desde su fundación ha recibido recursos proporcionados por el programa de cooperación transfronteriza TACIS de la Unión Europea). El objetivo principal de la escuela era el de renovar la formación de la clase emprendedora rusa en el campo de las ciencias económicas durante la transición hacia una economía de mercado. Por lo tanto, desde mediados de la década de 1980, Kuzminov, Entov, Nureev y Ananin introdujeron nuevos cursos de matemática, economía y estadística en las mayores universidades rusas, hasta la fundación de la HSE.
El primer campus fue establecido en 1992 en el barrio moscovita de Kitay-gorod, un histórico distrito mercantil rodeado por las plazas centrales de la capital, es decir: la plaza Lubyanka, la plaza Slavyanskaja y la plaza Teatralnaya.
La universidad apoyó la participación de Rusia en el proceso de Bolonia y también promovió la introducción de un examen estatal unificado para reformar las admisiones a las universidades rusas. En 2009, la universidad recibió el estatus de universidad de investigación nacional.

## Estructura
El campus principal de la HSE se encuentra en Moscú, con tres sucursales regionales en Nizhni Nóvgorod, San Petersburgo y Perm. Aunque sujeta a una gestión centralizada, cada sucursal es una institución autónoma con programas específicos de educación e investigación.
La universidad está estructurada en nueve facultades:
- Economía
- Economía mundial y Asuntos internacionales
- Física
- Jurisprudencia
- Informática
- Matemáticas
- Ciencias de la comunicación, medios y diseño
- Ciencias sociales
- Ciencias humanas

También está el Colegio Internacional de Economía y Finanzas, un departamento autónomo cogestionado por la Escuela Superior de Economía y la London School of Economics.

### Alojamiento
La universidad tiene doce dormitorios en Moscú, cinco en San Petersburgo, tres en Perm y dos en Nizhny Novgorod. A partir de 2021, la universidad cambió a un modelo de renta de servicios de alojamiento para estudiantes internacionales y de fuera de la ciudad. HSE y Дом.рф han acordado una asociación en el campo del alquiler de viviendas para estudiantes. Todos los estudiantes de licenciatura y especialidades pueden solicitar plazas garantizadas en dormitorios. El resto de los estudiantes pueden utilizar el nuevo servicio de alojamiento y elegir la opción de vivienda en alquiler que les interese.

### Premios y reconocimientos
Los miembros del equipo estudiantil del programa de maestría en "Retail Management" se convirtieron en los primeros rusos en ganar la competencia internacional Future Retail Challenge 2020 que organiza el World Retail Congress.
9 profesores de la Escuela Superior de Economía están incluidos en el ranking 2020 de los 50 mejores expertos en relaciones internacionales realizado por el  Centro de Coyuntura Política.

### Rankings
El programa "Dirección Estratégica en Logística" se sumó a la lista de los mejores programas de maestría en el nuevo campo "Supply Chain Management" en el ranking QS Business Masters 2021 y ocupó el lugar 34. En el campo de programas en finanzas, el programa "Economía Financiera" ocupó el puesto 89 de 166 programas. En el campo de gestión, el programa "Negocios Internacionales" ocupó el puesto 93 de 148 programas. En los campos de "Business Analytics" y "Marketing", los programas "Big Data Systems" y "Comunicaciones de marketing y publicidad en los negocios modernos" han mantenido sus posiciones entre los mejores programas de maestría; 65 de 97 programas y 68 de 93 programas respectivamente.
El Ranking THE World Reputation 2020 reconoció a la Universidad como una de las 5 mejores universidades rusas; junto con la Universidad Estatal de Moscú, el Instituto de Física y Tecnología de Moscú, la Universidad Estatal de Novosibirsk y la Universidad Estatal de San Petersburgo.
| Ranking global                                   | 2020/21 | 2019/20  | 2018/19  | 2017/18 | 2016/17 |
| ------------------------------------------------ | ------- | -------- | -------- | ------- | ------- |
| Shanghai Ranking’s ARWU                          | 801—900 | 901—1000 | 901—1000 |         |         |
| QS World University Rankings                     | 298     | 322      | 343      | 382     | 411—420 |
| THE World University Rankings                    | 251—300 | 251—300  | 301—350  | 351—400 | 401—500 |
| QS Top 50 Under 50                               | 31      | 38       | 38       | 48      | 51—60   |
| THE Young University Rankings                    | 41      | 60       | 84       | 96      |         |
| U.S.News & World Report Best Global Universities | 547     | 574      | 653      | 714     |         |
| Ranking regional                                 | 2019    | 2018     | 2017     | 2016    | 2015    |
| QS University Rankings: BRICS                    | 37      | 37       | 39       | 62      | 63      |
| QS Europa Emergente y Asia Central               | 17      | 23       | 25       | 35      | 31      |
| THE Emerging Economies University Rankings       | 18      | 32       | 48       |         |         |
| THE European University Ranking                  | 124     | 150      | 201—250  |         |         |